# Parinvolutina
Parinvolutina es un género de foraminífero bentónico de la familia Robuloididae, de la superfamilia Robuloidoidea, del suborden Lagenina y del orden Lagenida. Su especie tipo es Parinvolutina aquitanica. Su rango cronoestratigráfico abarca el Kimmeridgiense superior (Jurásico superior).

## Clasificación
Parinvolutina incluye a la siguiente especie:
- Parinvolutina aquitanica †